# 宮崎県立小林秀峰高等学校
宮崎県立小林秀峰高等学校（みやざきけんりつ こばやししゅうほうこうとうがっこう）は日本の宮崎県小林市水流迫に所在する公立の実業高等学校。西諸県地区内の学校再編に伴い、2008年（平成20年）4月に開校。

## 概要
歴史
2008年（平成20年）4月に宮崎県立小林工業高等学校と宮崎県立小林商業高等学校の2校を統合の上、宮崎県初の総合制専門高等学校として開校。2011年（平成23年）には宮崎県立高原高等学校を統合。2013年（平成25年）に創立5周年を迎えた。

校地・校舎
旧・宮崎県立小林工業高等学校の敷地内に校舎を新築。

設置課程・学科
各学科1学級。現在は前身の2校からそのまま引き継がれているが、2011年（平成23年）に高原高等学校が統合された後再編された。
全日制課程 7学科
- 機械科（工業）
- 電気科（工業）
- 建築環境科（工業）
- 商業科（商業）
- 経営情報科（商業）
- 農業科（農業）
- 福祉科（福祉）

## 沿革
- 2007年（平成19年）末 - 約350件の応募の中から学校名を小林秀峰高等学校と決定[3]。「秀峰」は霧島山の意。
- 2008年（平成20年）4月12日 - 開校式と第1回入学式を挙行[4]。
- 2010年（平成22年）3月 - 宮崎県立小林工業高等学校・宮崎県立小林商業高等学校が閉校。
- 2011年（平成23年）4月 - 宮崎県立高原高等学校と統合し、農業科・福祉科を新たに設置。

## 部活動
運動部
小林工業高等学校より継承した男子新体操部・ハンドボール部が全国的に有名。
- 新体操部
- 野球部
- ハンドボール部
- バドミントン部
- ウェイトリフティング部
- サッカー部
- バレーボール部
- テニス部
- バスケットボール部
- 空手道部
- 陸上部
- 卓球部
- 剣道部
- ソフトボール部
- 写真部
- 吹奏楽部
- 囲碁部
- 将棋部
- 放送部
- 美術部
- 生活デザイン部
- 科学部
- WRO部
- 機械部
- 電気部
- 建築環境部
- 自動車部
- 簿記部
- ワープロ部
- コンピュータ部
- 農業クラブ
- 茶道同好会
- 華道同好会
- インターアクト同好会

## 著名な出身者
- 下玉利瞳（重量挙げ選手）
- 吉田拳畤（ボクサー）
- 園田麻乃（ハンドボール選手）
- 津山弘也（ハンドボール選手）
- 冨永直斗（ハンドボール選手）
- 原健也（ハンドボール選手）
- 江藤類（ハンドボール選手）
- 津山弘巳（ハンドボール選手）
- 久保慶悟（ハンドボール選手）
- 松浦侑加（ハンドボール選手）